# Monte Massive
O Monte Massive é a segunda montanha mais alta da cordilheira das Montanhas Rochosas, e fica no estado do Colorado, no condado de Lake. É a terceira montanha mais alta dos chamados Estados Unidos Continentais (excluem-se o Alasca e o Havai), sendo apenas ultrapassado pelo Monte Whitney na Califórnia, que tem mais cerca de 25 m de altitude no cume, e pelo Monte Elbert, também no Colorado (mais 5,8 m).
Entre a fauna que habita o seu maciço montanhoso encontram-se a pika-americana (Ochotona princeps), a cabra-das-Rochosas (Oreamnos americanus), e a marmota-de-barriga-amarela (Marmota flaviventris).